# عبدالرضا مهدوی
عبدالرضا (هوشنگ) مهدوی (زادهٔ ۱۳۰۹ (خورشیدی) در تهران – درگذشتهٔ ۱۴ بهمن ۱۳۹۴ در تهران) دیپلمات، نویسنده و مترجم ایرانی بود. مهدوی در طول دوران فعالیت حرفه‌ای خویش، بیش از ۷۷ عنوان کتاب و مقاله تألیف و ترجمه کرد.

## زندگی‌نامه
عبدالرضا (هوشنگ) مهدوی در سال ۱۳۰۹ در تهران به دنیا آمد و تحصیلات خود را در سال ۱۳۲۷ در رشتهٔ سیاسی در دانشکدهٔ حقوق دانشگاه تهران آغاز نمود و در سال ۱۳۳۰ برای ادامه تحصیل به فرانسه رفت. در سال ۱۳۳۴ از دانشگاه سوربن پاریس مدرک دکتریِ حقوق بین‌الملل را اخذ کرد.

### حرفه
مهدوی پس از بازگشت از پاریس ابتدا در وزارت دادگستری مشغول کار شد ولی پس از یک سال یعنی در سال ۱۳۳۷ به استخدام وزارت امور خارجه ایران درآمد.
وی در طول اشتغال، مشاغل گوناگونی از: ریاست اداره اطلاعات و مطبوعات وزارت امور خارجه، وزیر مختار و کاردار سفارت ایران در لندن، رئیس اداره کتابخانه و آرشیو و رئیس اداره محرمانه وزارت امور خارجه را عهده‌دار بود. حضور او در سفارت ایران در لندن همزمان با شروع تظاهرات دانشجویی در اوج انقلاب ۱۳۵۷ ایران بود.
او هم چنین مسئولیت اولین هیئت نمایندگی ایران در بریتانیا پس از انقلاب را به عهده داشت.

مهدوی در ۱۳۵۹ از وزرات امور خارجه بازنشسته شد و در سال ۱۳۶۷ از سوی دانشگاه امام صادق به تدریس دعوت شد و این حرفه را به مدت ۱۶ سال ادامه داد. پس از آن به مدت سه سال به تدریس در دانشکده روابط بین‌الملل وابسته به وزارت امورخارجه پرداخت.
عبدالرضا هوشنگ مهدوی تا کنون ۷۷ جلد کتاب سیاسی و تاریخی تألیف و ترجمه کرده است.
که از مهم‌ترین آنها تاریخ روابط خارجی ایران از ابتدای دوره صفویه تا پایان قاجاریه و سیاست خارجی ایران در دوران پهلوی است و در بسیاری از دانشگاه‌های کشور تدریس می‌شود. یکی دیگر از ترجمه‌های مشهور وی وی کتاب آخرین سفر شاه است.
در سال ۱۳۹۲ و در شروع مذاکرات هسته‌ای ایران با گروه کشورهای ۱+۵، عبدالرضا هوشنگ مهدوی همراه با دیپلمات‌های قدیمی ایران نامهٔ تشکرآمیزی با بیش از ۲۰ امضا برای تیم مذاکره‌کننده فرستادند.

### درگذشت
عبدالرضا هوشنگ مهدوی در ۱۴ بهمن ماه ۱۳۹۴ در تهران درگذشت.

### تألیف
- تاریخ روابط خارجی ایران: از ابتدای دوران صفویه تا پایان جنگ جهانی دوم (۱۵۰۰–۱۹۴۵)
- سیاست خارجی ایران در دوران پهلوی (۱۳۰۰–۱۳۵۷)
- شش سال در دربار پهلوی: خاطرات محمد ارجمند سرپرست تلگرافخانه مخصوص رضاشاه.
- بحران دموکراسی در ایران (۱۳۲۰–۱۳۳۲)
- سرنوشت یاران مصدق
- انقلاب ایران به روایت رادیو بی‌بی‌سی
- در حاشیه سیاست خارجی - نشر گفتار ۱۳۷۸
- روزهای افتخار- نشر گفتار ۱۳۷۵

### ترجمه
- آخرین سفر شاه: سرنوشت یک متحد آمریکا.
- ایران در بازی بزرگ، سرپرسی سایکس کاشف، کنسول، سرباز، جاسوس.
- سرنوشتهای بزرگ تاریخ (دوگل، ناپلئون، کندی، هیتلر).
- تاریخ سوسیالیسم‌ها.
- ابوالهول ایرانی، امیرعباس هویدا و معمای انقلاب ایران
- هم پیمانان: آمریکا، انگلیس، اروپا و جنگ در عراق
- کودتا: مرداد ۱۳۳۲، سازمان سیا و ریشه‌های روابط کنونی ایران و آمریکا
- سایهٔ مصدق بر روابط ایران و آمریکا
- خشونت پرهیزی: تاریخ یک اندیشه خطرناک
- همسر زیبای سفیر: سرگذشت لیدی همیلتون، زیباترین زن اروپا
- برآمدن ساسانیان و اسارت قیصر روم به دست شاپور اول
- ملکهٔ مصلوب: داستان لیلی و مجنون غرب
- تاجگذاری استر: دنباله داریوش، شاه شاهان
- شب‌های سرای.[۷]
- یکی بدون دیگری از آندره فونتن
- دومین شانس: کتاب رمان در وصف دیکتاتوری رومانی اثر کنستانتین ویرژیل گئوگوریو
- سه سال در آسیا، سفرنامهٔ کنت دو گوبینو (۱۸۵۵–۱۸۵۸)
- فرمانروایان شاخ زرین از سلیمانی قانونی تا آتاتورک